# مولپروود
مولپروود (به لاتین: Moleprovod) یک منطقهٔ مسکونی در روسیه است که در استان آرخانگلسک واقع شده‌است.